# Національний університет біоресурсів і природокористування України
Націона́льний університе́т біоресу́рсів і природокористува́ння Украї́ни, (до 2008 — Націона́льний агра́рний університе́т, до 1992 — Украї́нська Сільськогоспо́дарська Акаде́мія) є провідним вищим аграрним закладом освіти України. З 2009 до 2014 року мав статус автономного дослідницького університету. Розташований у місті Києві (Голосіївський район).

## Історія

### Історія Голосієва
Голосієво — історична місцевість, колишній хутір і пустинь (Голосіївський район). Охоплює Голосіївський ліс і безпосередньо прилеглу до нього територію. Прилягає до місцевостей Багринова гора, Деміївка, Добрий Шлях, Мишоловка, Пирогів, Теремки, Феофанія і Ширма. Включає мережу ставків, що півколами перетинають Голосіївський ліс з півдня на схід, вздовж струмків Горіхуватського, Голосіївського та Жуківка.
Походження назви «Голосіїв» достеменно невідоме. Проте існує кілька легенд. Вперше згадується 1541 року як володіння Києво-Печерської лаври, у 1617 році — як хутір Голосіївський, на базі якого в 1631 році митрополит Петро Могила заснував однойменну пустинь, де розташовувалася і його власна садиба. На території цієї садиби була закладена пасіка. Вона діє і тепер як навчально-науково-виробнича лабораторія бджільництва і конярства Національного університету біоресурсів і природокористування України.
У грамоті російського царя Петра І про землеволодіння ця місцевість згадана як Черкащина. У XVIII столітті Голосіїв фігурує як маєтність київських митрополитів, у 1-й половині XIX століття — як Палатницький хутір та Яровці (таку ж назву має куток сусіднього c. Пирогів).
З 1853 року пустинь у Голосієві існувала під паралельними назвами — Голосіївська і Покровська.
І. М. Желєзняк вважає, що назва походить від антропоніма (прізвищевої назви) Голосій, яке в свою чергу сягає укр. голосій — віддієслівного утворення (голосити з суфіксом ‘ій’). Можна припускати, що слово голосій — це елемент спільнослов'яського чаклунського ритуалу, в якому сила голосу має вирішальне значення у магічному процесі. Висота голосу відіграє головну роль у багатьох обрядах і повір'ях, що вимагають вербального вираження, наприклад, захист простору голосом від шкідливої та нечистої сили. Межа сприймання голосу створює захисне магічне коло. У доступних нам словниках слово голосій не зафіксовано. Проте можна вважати, що в подібних ритуалах міг бути провідний виконавець — володар найсильнішого голосу — голосій.
В. І. Вишневський для струмка Голосіїв подає паралельну назву Дідорівський, яка походить від імені (прізвища) Дідор / Діодор.
Існує легенда, що поєднує Голосієвоо, Добрий шлях та Цимбалів Яр. На Доброму Шляху у дальню путь проводжали чумаків. У Цимбаловому Яру у цей час грали народні музиканти (звісно, на цимбалах), а у Голосієвському лісі плакали-голосили дружини та сестри чумаків.
Один з переказів говорить, що населення, що живе в цих краях, мало чисто демократичний уклад виборчої системи: воно голосувало за князя, що полюбився, і в такий спосіб меншість підкорялася більшості. Так виник Голосіїв.
У XX столітті розпочинається інтенсивне освоєння Голосієва як житлової, господарської і рекреаційної зони: у жовтні 1918 року Міносвіти уряду УНР виділив у Голосіївській лісовій дачі для новостворюваної Української Академії наук територію під акліматизаційний парк і ботанічний сад, на базі яких у 1920-і роки розпочато спорудження комплексу вищих навчальних закладів сільськогосподарського профілю з великою мережею дослідних станцій (у 1954 році об'єднані в Українську сільськогосподарську академію, тепер — НУБіП України). В 1917 році Голосіївську пустинь ліквідовано (відроджено у 1990-і роки), а в 1923 році її територію включено до меж Києва.
В 1930—40-ві роки за рахунок території Голосіївського лісу розширено забудову с. Мишоловка і селища Добрий Шлях, у 1952—1958 роки збудовано Республіканську сільськогосподарську виставку (з 1958 року — Виставка передового досвіду в народному господарстві, тепер — Національний комплекс «Експоцентр України»), у 1957 році закладено Голосіївський парк культури і відпочинку (з 1965 року — ім. М. Рильського), у 1957—1965 роках здійснено основну забудову жилмасиву Одеської автостради, що побутує також під неофіційною назвою Голосіївський масив, а в 1969—1976 роках — Музею народної архітектури та побуту України.
У 2002 році утворений Голосіївський район Києва. В Голосієві існують Голосіївські вулиця, площа і провулок. У вересні 2015 року проспект Сорокаріччя Жовтня було офіційно перейменовано у Голосіївський проспект.
Голосіївський парк імені Максима Рильського вже довгі роки є улюбленим місцем відпочинку киян. Сюди наприкінці XIX століття приїжджав на відпочинок Микола Лєсков. Тут жив Михайло Драгоманов. А в тихій церкві при дорозі, у селі Пирогів, вінчалася його сестра Ольга (Олена Пчілка) з Петром Косачем.

### Сільськогосподарське відділення Київського політехнічного інституту 1898—1918рр.
На зламі XIX–ХХ ст. у зв'язку зі швидким економічним розвитком Російської імперії, частиною якої була територія України, постала гостра необхідність у високопрофесійних фахівцях, зокрема й сільськогосподарської галузі. Важливою подією для розвитку аграрної освіти та науки стало відкриття в 1898 р. сільськогосподарського відділення в складі Київського політехнічного інституту (КПІ). 

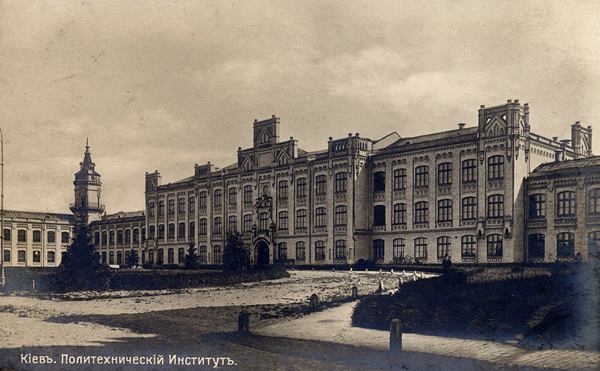
Листівка XX ст., на якій зображено головний корпус КПІ

Київський політехнічний інститут став першим у Російській імперії багатопрофільним вищим навчальним закладом. Фактично він був поєднанням трьох навчальних закладів, які відповідали технологічному, сільськогосподарському та залізнично-транспортному інститутам.
Саме сільськогосподарське відділення КПІ і було основою формування сільськогосподарського вищого навчального закладу, який став підґрунтям Української сільськогосподарської академії — Національного аграрного університету — Національного університету біоресурсів і природокористування України (НУБіП України) — флагмана аграрної освіти в Україні, одного з провідних вишів аграрного профілю в світі.
Для роботи на сільськогосподарському відділенні В. Л. Кирпичов запросив знаних вчених, які в різний час працювали у відомих вищих навчальних закладах Російської імперії, включаючи й заклади аграрного профілю. Зокрема, тут працювали Є. П. Вотчал, П. Р. Сльозкін, М. П. Чирвинський, Ю. М. Вагнер, В. В. Колкунов, М.Ф.Кащенко, які, завідуючи кафедрами землеробства, зоотехнії, зоології, акліматизації, активно поєднували педагогічну і наукову діяльність. До інституту запросили такого спеціаліста в галузі сільськогосподарської техніки К. Г. Шиндлера. Саме вони ініціювали створення в інституті спеціалізованих навчальних кабінетів. Почесним членом КПІ і лектором на сільськогосподарському відділенні був відомий професор імператорського Московського університету К. А. Тимірязєв.
Першим деканом став магістр сільського господарства, дійсний статський радник, заслужений професор і завідувач кафедри зоотехнії Микола Петрович Чирвинський, здобутки якого увійшли в скарбницю вітчизняної науки.
У 1915—1917 рр. КПІ, як і ряд інших вищих навчальних закладів, не функціонував. Навчання у виші відновилося в 1918 р.

### Голосіївські вищі навчальні заклади 1922—1954рр.
Навесні 1921 р. КПІ знову запрацював, і в ньому на агрономічному факультеті уже навчалися 194 студенти. По завершенні 1921—1922 н. р. 75 осіб стали його випускниками.
1 вересня 1922 р. агрономічний факультет був перейменований у Київський сільськогосподарський інститут ім. Х. Раковського (КСГІ), який з 1923 р. став самостійним вищим навчальним закладом.
Інститут поступово розширювався, і в 1930 р. до його складу входило вже декілька факультетів та підрозділів: організації сільського господарства з 1927 р.; лісоінженерний з 1925 р.; агропедагогічне відділення з 1924 р.; механізації сільського господарства, створений у 1929 р. на базі відділу сільськогосподарського машинобудівництва Білоцерківського політехнікуму, переведеного до КСГІ; агрохімії і ґрунтознавства; меліоративно-гідротехнічний з 1924 р.; культурно-технічний з 1928 р.; робітничий факультет; землевпорядкування з 1924 р.; зоотехнічний з 1923 р.; навчальні господарства та випробувальні станції. До 1929–1930 н. р. на факультетах діяли предметні комісії, які здійснювали навчально-методичну роботу, з 1930 р. їх функції перейшли до кафедр.
З 1922 р. у розпорядження КСГІ передається маєток «Хутір Грушки» з дослідним полем у районі «Караваєвих дач». У 1922–1924 рр. КСГІ були передані маєток «Глибока долина» в Переяславському районі на Київщині та Верховенський комбінат з агрошколою у Бердичевській окрузі та Сквирському повіті, де провадилися дослідницька і навчально-практична роботи. З 1926 р. функціонує Голосіївська агробаза. На поч. 1930-х рр. зазначені навчально-виробничі господарства були передані іншим організаціям і реорганізовані, а у КСГІ було створено навчально-дослідне господарство, до якого увійшли хутори Руський, Теремки, Червоний трактир. Господарству належало 300 га орних земель. У 1941 р. у Теремках були молочно-товарна ферма, свиноферма, пасіка, у ставках розводили рибу.
У 1923 р. з ініціативи лісничого П. Ф. Круг-Веселовського в Голосієво закладено дендрологічний сад.
У 1929 р. в КСГІ утворено факультет механізації сільського господарства. У 1932 р. — факультет електрифікації сільського господарства, засновником якого був проф. С. І. Іноземцев.
У 1920-ті роки Київ стає центром деревообробної промисловості Радянської України. Завдяки зусиллям Є. В. Алексєєва, який у цей час працював у Київському губвиконкомі, вдалося відкрити у 1923 р. при КСГІ лісове відділення, з 1924 р. — лісовий факультет, а з 1925 р. — лісоінженерний. Професор Є. В. Алексєєв обійняв посаду декана.
У вересні 1930 р., за рішенням уряду України відбулося об'єднання лісового факультету ХСГІ і лісоінженерного факультету КСГІ, і на їх основі утворився Українсько-Київський лісотехнічний інститут.
1920 р. при КПІ було відкрито ветеринарний факультет. У 1921 р., завдяки наполегливості старшого ветеринарного лікаря Київського губземвідділу А. К. Скороходька та начальника ветеринарного управління Київського військового округу В. І. Стелецького, ветеринарний факультет було реорганізовано у Київський ветеринарно-зоотехнічний інститут (КВЗІ) з двома факультетами — ветеринарним та зоотехнічним.
1926-1929 року за проектом архітектора Дмитра Дяченка було зведено потужний навчальний комплекс у Голосієвому.
У 1930 р. від КВЗІ відокремився Київський ветеринарний інститут.
На жаль, у 1930 р. голосіївські інститути були розділені на цілу низку галузевих дрібних інститутів. Це відбулося тому, що у вищому державному та партійному керівництві взяли гору прихильники гасла «Хай живе вузька спеціалізація», і в 1930–1934 рр. КГСІ не існував.
Наприкінці 1934 р. директор Київського агрохімічного інституту І. С. Миронівський домігся повернення назви «Київський сільськогосподарський інститут» та обґрунтував доцільність об'єднання голосіївських інститутів в єдину структуру, проте приєднання частини голосіївських інститутів відбулося лише у другій половині 1935 р.
У роки Другої світової війни (а саме, з 1941 по 1944) КГСІ не функціонував, проте його студенти, викладачі і співробітники зробили значний внесок в оборону столиці та боротьбу з фашизмом.
У квітні 1944 р. КСГІ і КЛГІ відновили свою роботу в м. Києві.
До початку 1945–1946 н.р. відновили своє функціонування чотири факультети, які існували раніше, а також було створено п'ятий факультет — плодоовочевий (1945 р.).

### Українська сільськогосподарська академія 1954—1992рр.
У 1954 р. Київський сільськогосподарський інститут об'єднали з Київським лісогосподарським інститутом в один навчальний заклад — Українську сільськогосподарську академію (одним з ініціаторів її створення був В. Ф. Пересипкін), яка відіграла велику роль у подальшій організації сільськогосподарської та лісогосподарської освіти і науки в Україні.
Першим ректором академії став професор П. Д. Пшеничний (1954—1957 рр.), відомий вчений в галузі годівлі сільськогосподарських тварин і технології кормів.
З ініціативи провідних вчених цього навчального закладу Рада Міністрів УРСР у 1956 р. прийняла постанову про створення Української академії сільськогосподарських наук. Її першим президентом став академік П. А. Власюк. Навчальна частина УАСГН була підпорядкована президії академії, а власне сама академія перебувала у підпорядкуванні Міністерства сільського господарства УРСР.
У 1957 р. до складу УСГА увійшов Київський ветеринарний інститут, на базі якого утворено два факультети — ветеринарний та зоотехнічний. У 1957—1959 роках ректором академії працював Крамаров Володимир Савич.
1960–1980 рр. увійшли в історію навчального закладу як період розширення міжнародних зв'язків. У ці роки навчалися і закінчили академію понад дві тисячі іноземців, вихідців з більш ніж 100 країн Азії, Європи, Африки, Індокитаю, Південної та Центральної Америки, арабських країн Близького Сходу.
З 1984 р. до 2014 р. академію (згодом реорганізовану в Національний університет біоресурсів і природокористування України) очолював академік Національної академії наук України і Національної академії аграрних наук, доктор біологічних наук, професор, Герой України Д. О. Мельничук.
Українська сільськогосподарська академія як вищий навчальний сільськогосподарський заклад була безпосередньо підпорядкована Міністерству сільського господарства СРСР. У 1990 р. в складі академії було 11 факультетів, у структурі яких діяли близько 80 кафедр.
До структури управління академії входили також Вінницький філіал, три науково-дослідні станції (агрономічна, м'ясного скотарства, лісового господарства), навчальне господарство, навчально-виробничий комбінат, видавництво навчальної та наукової літератури, ботанічний сад та обчислювальний центр. Серед 108 подібних вишів Союзу він постійно посідав за рейтингом 12-те місце.

### Національний аграрний університет 1992—2008рр.

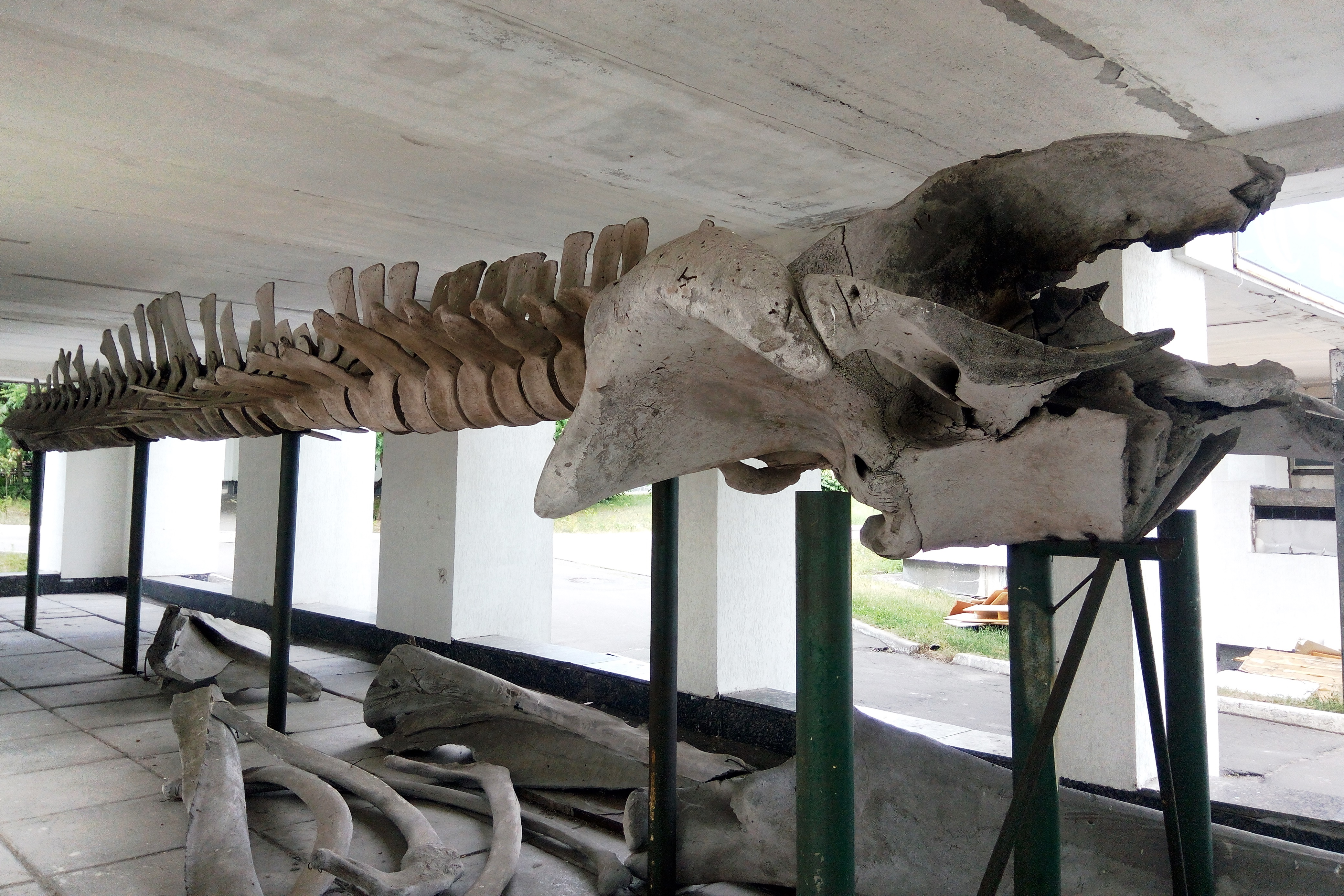
Скелет синього кита біля навчального корпусу № 12

У 1992 р. керівництво України (Президент, Верховна Рада, Уряд) підтримали ініціативи Української сільськогосподарської академії як базового вищого навчального закладу в реформуванні системи сільськогосподарської освіти, у серпні того ж року УСГА отримала статус Українського державного аграрного університету (УДАУ), якому постановою Верховної Ради України у 1994 р. надано статус національного. З того часу він називався Національним аграрним університетом (НАУ) і з 1995 р. до 2014 р. перебував у функціональному управлінні Кабінету Міністрів України.
У 1996 р. до складу НАУ передано Ніжинський (Чернігівська область) та Бережанський (Тернопільська область) агротехнічні коледжі, Ірпінський економічний технікум, Боярський, Немішаєвський (Київська область) та Заліщицький (Тернопільська область) сільськогосподарські технікуми із збереженням за ними права юридичної особи. У 1999 р. Ірпінському та Немішаївському технікумам за результатами акредитації було надано статус коледжів, а в 2000 р. Ніжинському і Бережанському коледжам — статус інститутів.
28–30 вересня 1998 р. Національний аграрний університет відзначив свій столітній ювілей.
Зі сфери управління Міністерства аграрної політики у 2004 р. як навчально-дослідне господарство до складу НАУ передано цілісний майновий комплекс Державного племінного птахівничого заводу ім. Фрунзе (Автономна республіка Крим).
На підставі розпорядження Кабінету Міністрів України створено Південний філіал «Кримський агротехнологічний університет» Національного аграрного університету (АР Крим, м. Сімферополь, смт. Аграрне) як структурний підрозділ з окремими правами юридичної особи на базі Кримського державного агротехнологічного університету, що ліквідується, разом із його структурними. У 2014 р. кримська частина університету, на жаль, була анексована разом з півостровом Крим Російською Федерацією.
Також у 2004 р. прийнята пропозиція Міністерства аграрної політики України щодо реорганізації Українського науково-дослідного інституту сільськогосподарської радіології шляхом приєднання його до Національного аграрного університету. Довгий час інститут очолює відомий вчений В. О. Кашпаров.
У 2005 р. до Національного аграрного університету приєднано Бобровицький державний аграрно-економічний технікум (нині ВП НУБіП України «Бобровицький коледж економіки та менеджменту ім. О. Майнової»), у 2007 р. — Мукачівський державний аграрний коледж (нині ВП НУБіП України «Мукачівський аграрний коледж»).
У 2008 р. до складу НАУ передано Державний науково-дослідний і проектно-конструкторський інститут «Консервпромкомплекс» (нині Науково-дослідний та проектний інститут стандартизації і технологої екобезпечної та органічної продукції, м. Одеса).

### Національний університет біоресурсів і природокористування України 2008—2014рр.
Для розширення навчальної, дослідницької та інноваційної діяльності Національного аграрного університету з метою задоволення потреб агропромислової, природоохоронної та інших галузей економіки, а також враховуючи необхідність адаптації такої діяльності до вимог міжнародних організацій дослідницьких університетів у 2008 р. Національний аграрний університет перейменовано в Національний університет біоресурсів і природокористування України (НУБіП України).
Університет відповідно до статусу вищих навчальних закладів має IV рівень акредитації, є закладом дослідницького типу, який провадить освітню, науково-дослідну, науково-інноваційну, навчально-виробничу та інформаційно-консультаційну діяльність, спрямовану на розроблення сучасних проблем науки про життя і навколишнє природне середовище, використання, відтворення та збалансований розвиток біоресурсів наземних і водних екосистем, запровадження новітніх природоохоронних агро- і біотехнологій, технологій відродження безпечності та родючості ґрунтів, енергозберігаючих агротехнологій, екологічного і правового менеджменту в сільській місцевості, здійснення моніторингу і контролю за дотриманням стандартів, якістю і безпекою сільськогосподарської продукції, продуктів її переробки та довкілля.
У 2010 р. створено структурний підрозділ університету Навчально-науково-інноваційний центр новітньої сільськогосподарської техніки і технології з конструкторсько-технологічним бюро.
До складу університету входять міжкафедральні навчальні лабораторії, створені у 2015 р. на базі Таращанського агротехнічного, Лубенського лісотехнічного, Малинського лісотехнічного коледжів, «Мукачівський аграрний коледж», «Бобровицький коледж економіки та менеджменту ім. О. Майнової», «Бережанський агротехнічний інститут».
У 2010 р. Національному університету біоресурсів і природокористування України надано статус самоврядного (автономного) дослідницького національного університету.

### Демократичне оновлення університету. Реалізація програми «Голосіївська ініціатива -2020»
У 2014 р. вперше в історії університету на демократичній альтернативній основі ректором обрано Станіслава Миколайовича Ніколаєнка — професора, доктора педагогічних наук, член-кореспондента Національної академії педагогічних наук України, академіка Російської академії освіти, заслуженого працівника освіти України.
Згідно із Законом України «Про вищу освіту» та положенням «Про освітньо-кваліфікаційні рівні (ступеневу освіту)» в НУБіП України підготовка фахівців здійснюється за ступеневою системою.
НУБіП України здійснює підготовку фахівців освітньо-кваліфікаційних рівнів «молодший спеціаліст» за 33 спеціальностями (у ВП НУБіП України І–ІІ рівнів акредитації), «бакалавр» — 29 напрямами, «спеціаліст» — 20 спеціальностями, «магістр» — 51 спеціальністю.
Згідно з тематичним планом, сьогодні виконуються 23 фундаментальні, 63 прикладні та 123 ініціативні наукові дослідження на загальну суму понад 20 мільйонів гривень. Тільки за 2014 р. науковці отримали 259 патентів, у виробництво запровадили понад 500 розробок.
У НУБіП України функціонує 20 спеціалізованих вчених рад, з їх числа — 15 докторських і 5 кандидатських з 7 галузей наук за 46 спеціальностями.
Університет має 19 фахових наукових видань — науковий журнал «Біоресурси і природокористування», електронний журнал «Наукові доповіді НУБіП України». Спільно з іншими засновниками видаються науковий журнал «Мікробіологічний журнал», електронний фаховий журнал з технічних наук «Енергетика і автоматика», науково-виробничі журнали «Сучасне птахівництво» і «Облік і фінанси АПК», науково-практичний журнал «Продовольча індустрія АПК». Також започатковано видання міжнародного електронного журналу «Біоресурси планети і якість життя».
Науковці університету беруть активну участь у роботі з'їздів, конференцій та семінарів, що проводяться іншими навчальними і науковими закладами як України, так й інших країн (Німеччина, Польща, Хорватія, Чехія, Голландія, Франція, Нідерланди, США, Італія, Туреччина, Молдова, Росія, Білорусь, Таджикистан, Казахстан, Болгарія, Словаччина, Угорщина, Латвія, Австрія, Норвегія, Хорватія, Греція, Бельгія, Литва, Чорногорія, Естонія, Австралія, Швеція, Коморські острови).
У 2014 р. стартувала програма розвитку університету на 2015–2020 рр. — «Голосіївська ініціатива — 2020», яка визначає стратегію університету на найближчі 5 років. Програма розроблена з метою здійснення якісних і кількісних перетворень у НУБіП України для набуття ним повноцінних характеристик статусу дослідницького університету України, як одного з лідерів освіти та науки світового рівня.
За результатами Всеукраїнського консолідованого рейтингу університетів України у 2014 р. НУБіП посів 12-те місце, а в 2015 р. — 9-те. Результат реформування університету чітко окреслив його перспективи. Це поєднання навчальної, дослідницької, інноваційної, інформаційно-консультативної та навчально-виробничої діяльності. У сфері своїх здобутків університет є яскравим прикладом навчального закладу XXI ст.
У 2018 році в Україні передбачається відзначення на державному рівні пам'ятної дати — 120 років з часу заснування Національного університету біоресурсів і природокористування України (травень 1898).
18 вересня 2018 року в Саламанкському університеті (Саламанка, Іспанія) ректор НУБіП України Станіслав Ніколаєнко підписав Велику хартію університетів.

## Структурні підрозділи

### Навчально-наукові інститути
- ННІ енергетики, автоматики і енергозбереження
- ННІ лісового і садово-паркового господарства [недоступне посилання з липня 2019]
- ННІ післядипломної освіти

### Факультети базового закладу
- Факультет аграрного менеджменту
- Агробіологічний
- Ветеринарної медицини
- Гуманітарно-педагогічний
- Економічний
- Захисту рослин, біотехнологій та екології
- Землевпорядкування
- Інформаційних технологій
- Конструювання та дизайну
- Механіко-технологічний факультет
- Тваринництва та водних біоресурсів
- Харчових технологій та управління якістю продукції АПК
- Юридичний

### Кафедри
- Військової підготовки

### Південний філіал
Кримський агротехнологічний університет

### Регіональні навчальні заклади
- Бахчисарайський коледж будівництва, архітектури та дизайну ,АР Крим, Бахчисарай
- Бережанський агротехнічний інститут, Бережани, Тернопільська область
- Бережанський агротехнічний коледж , Бережани, Тернопільська область
- Бобровицький коледж економіки та менеджменту ім. О.Майнової , Бобровиця, Чернігівська область
- Боярський коледж екології і природних ресурсів, Боярка, Київська область
- Заліщицький аграрний коледж ім. Є.Храпливого, місто Заліщики, Тернопільська область
- Ірпінський фаховий коледж НУБіП України, Ірпінь, Київська область
- Кримський агропромисловий коледж , АР Крим, Маленьке, Сімферопольський район
- Кримський технікум гідромеліорації та механізації сільського господарства , АР Крим, Советский
- Мукачівський аграрний коледж , Мукачево, Закарпатська область
- Немішаївський агротехнічний коледж , Немішаєве, Київська область
- Ніжинський агротехнічний інститут, Ніжин, Чернігівська область
- Ніжинський агротехнічний коледж, Ніжин, Чернігівська область
- Прибрежненський аграрний коледж , АР Крим, Прибрежне
- Рівненський коледж НУБіП України , Рівне

### Відділи
- Відділ внутрішнього аудиту
- Відділ з соціальної роботи
- Відділ регіонального розвитку, дистанційної освіти та заочного навчання
- Планово–фінансовий відділ

### Дослідні станції та навчально-дослідні господарства
- ВП НУБіП України «Агрономічна дослідна станція»
- ВП НУБіП України «Боярська лісова дослідна станція»
- ВП НУБіП України «Великоснітинське навчально-дослідне господарство ім. О. В. Музиченка»
- ВП НУБіП України «Навчально-дослідне господарство „Ворзель“»
- ВП НУБіП України Державне підприємство «Навчально-дослідний племінний птахівничий завод ім. Фрунзе» (АР Крим)

### Інші підрозділи
- Антикорупційний уповноважений
- Благодійний фонд"Голосіївська ініціатива 2020"
- Інші підрозділи
- ІОЦ
- Наукова бібліотека
- НП «Стале природокористування та якість життя»
- Первинна профспілкова організація НУБіП України
- Підготовче відділення
- Фотостудія

### Науково-дослідні підрозділи
- REEFMC

### Навчально-наукові центри
- ННЦ практичного навчання студентів

### Науково-дослідні інститути
- НДІ технологій та якості продукції тваринництва
- НДІ рослинництва та ґрунтознавства
- Науково-дослідний та проектний інститут стандартизації і технологій екобезпечної та органічної продукції, м. Одеса
- НДІ фітомедицини, біотехнологій та екології
- НДІ лісівництва та декоративного садівництва
- НДІ економіки і менеджменту
- НДІ здоров'я тварин
- Науково-дослідний інститут техніки і технологій

## Викладачі та випускники

### Викладачі
- Алексєєв Євген Венедиктович — науковець-лісовод, організатор вищої лісогосподарської освіти і наукових досліджень в Україні, один із основоположників лісової типології.
- Баженов Сергій Васильович — ветеринарний фармаколог та токсиколог, доктор ветеринарних наук, професор, завідувач та професор кафедри патологічної фізіології та фармакології (1960—1983).
- Бодров Василь Олександрович — науковець-лісівник, фахівець з лісової меліорації, доктор сільськогосподарських наук, завідувач та професор кафедри лісової меліорації (1948—1977).
- Василенко Петро Мефодійович — основоположник землеробської механіки в Україні. Доктор технічних наук, професор кафедри сільськогосподарських машин Національного аграрного університету. Академік Української академії аграрних наук, академік Російської академії сільськогосподарських наук (РАСГН), член-кореспондент Національної академії наук України.
- Власюк Петро Антипович — агрохімік, ґрунтознавець і фізіолог рослин, академік АН УРСР (з 30 червня 1948 року), академік Всесоюзної академії сільськогосподарських наук, президент Української академії сільськогосподарських наук.
- Вотчал Євген Пилипович — український ботанік, фізіолог рослин, академік АН УРСР (1921), професор Київського політехнічного інституту, завідувач кафедри ботаніки Київського медичного інституту.
- Гордієнко Михайло Іванович — науковець-лісівник, професор кафедри лісових культур (1961—2009), доктор біологічних наук.
- Діденко Микола Кирилович — науковець-механізатор, завідувач кафедри експлуатації машинно-транспортного парку (1975—1982), доктор технічних наук.
- Добжанський Феодосій Григорович — еволюційний біолог, дійсний член Національної академії наук США, Лондонського королівського товариства, Німецької академії наук і Шведської королівської академії наук, лауреат Національної наукової медалі США, перш ніж імігрувати до США працював в закладі протягом 1919—1923 років (тоді Київський сільськогосподарський інститут і агрономічний факультет КПІ).[10]
- Драганов Борис Харлампійович — теплоенергетик, теплотехнік, доктор технічних наук, завідувач кафедри гідравліки та теплотехніки (1974—1989), професор цієї кафедри (1989—2022).
- Дядечко Микола Платонович — ентомолог, доктор біологічних наук, професор.
- Завадський Йосип Станіславович — економіст-аграрник, доктор економічних наук, професор, засновник і завідувач кафедри управління сільськогосподарським виробництвом (маркетингу та менеджменту; 1973—2003).
- Кістень Григорій Євтихійович — науковець у галузі електрифікації сільського господарства, доктор технічних наук, професор, завідувач кафедри застосування електричної енергії у сільському господарстві (1986—1994).
- Колкунов Володимир Володимирович — науковець-агроном, селекціонер, організатор селекційно-насіннєзнавчої справи в Україні.
- Конощенко Володимир Федорович — хоровий диригент, композитор, педагог, музично-громадський діяч.
- Кліценко Григорій Тимофійович — науковець-зоотехнік, педагог, доктор сільськогосподарських наук, декан зооінженерного факультету (1973—1981), завідувач кафедри годівлі сільськогосподарських тварин і технології кормів (1987—1994).
- Мартиненко Іван Іванович — основоположник наукової школи з електрифікації та автоматизації сільського господарства, доктор технічних наук з 1968 року, професор Української сільськогосподарської академії з 1970 року, академік ВАСГНІЛ з 1988 року, академік Української академії аграрних наук з 1991 року.
- Міщенко Сергій Олександрович — заступник голови Ради роботодавців гуманітарно-педагогічного факультету.
- Нестерводський Василь Антонович — фахівець у галузі бджільництва. Кандидат сільськогосподарських наук, доцент.
- Пересипкін Володимир Федорович — фітопатолог у галузі захисту рослин, доктор біологічних наук (з 1956 року), професор (з 1956 року), член-кореспондент Всесоюзної академії сільськогосподарських наук імені Леніна (з 1966 року), академік Української академії аграрних наук.
- Пшеничний Павло Дмитрович — науковець у галузі годівлі тварин, перший ректор Української сільськогосподарської академії. Доктор сільсько-господарських наук, професор, Заслужений діяч науки України. Академік Української академії сільськогосподарських наук. Засновник відомої в Україні наукової школи з годівлі сільськогосподарських тварин.
- Скороходько Антон Каленикович — науковець у галузі ветеринарної гігієни.
- Сльозкін Петро Родіонович — перший завідувач кафедри часткового землеробства, автор методу ізоляції живлення рослин.
- Чекаль Леонід Андрійович — філософ науки, завідувач кафедри філософії (2000—2018).
- Чирвинський Микола Петрович — засновник і керівник сільськогосподарського відділення Київського політехнічного інституту. Один із основоположників зоотехнічної науки в Україні.

### Випускники
- Адамчук Валерій Васильович — доктор технічних наук, академік Національної академії аграрних наук України, директор Національного наукового центру «Інститут механізації та електрифікації сільського господарства». Голова Ради роботодавців НУБіП України.
- Байтала Василь Дем'янович — студент лісогосподарського факультету КЛГІ (1939—1941 рр., закінчив у січні 1944 р.). Міністр лісового господарства УРСР (1980—1987 рр.). Заслужений лісовод Української РСР (1972 р.).
- Бойко Віктор Олексійович — заслужений працівник сільського господарства України, кандидат наук з державного управління. Депутат Верховної Ради України IV скликання, заступник міністра аграрної політики України (2009 р.), міністр охорони — навколишнього природного середовища України (2010 р.).
- Боровик Олександр Григорович — випускник 1973 р. Генеральний директор виробничо-наукового селекційного центру з м'ясного та молочного скотарства «Авангард». Депутат Верховної ради СРСР, Верховної ради України. Герой України (2002).
- Броварський Валерій Дмитрович — український науковець, фахівець у галузі бджільництва, доктор сільськогосподарських наук (2007).
- Бузницький Олександр Григорович — випускник 1955 р. Працював головою колгоспу в Київській області, депутат Верховної Ради СРСР. Герой Соціалістичної Праці (1958 р.).
- Буркат Валерій Петрович — випускник 1961 р. Доктор сільськогосподарських наук, професор, академік НААН (1995 р.). З 1997 р. — директор Інституту розведення та генетики тварин НААН.
- Буркацька Галина Євгенівна — закінчила факультет у 1956 р., де в 1967 р. зробила наукову доповідь про удосконалення системи ведення господарства на прикладі приміських колгоспів. На основі доповіді їй присвоєно звання кандидата економічних наук. Двічі Герой Соціалістичної Праці (1951 р., 1958 р.).
- Василенко Петро Мефодійович — видатний вчений у галузі машинобудування та сільськогосподарської механіки. Доктор технічних наук, професор, академік ВАСГНІЛ (1956 р.), УААН (1991 р.), РАСГН. Засновник школи землеробської механіки в Україні.
- Васильченко Микола Семенович — випускник 1972 р. Директор агрофірми «Маяк». Герой України (2003 р.).
- Власюк Олександр Степанович — випускник 1979 р. Доктор економічних наук, професор, член-кореспондент Національної академії наук України, заступник директора Інституту стратегічних досліджень при Президентові України. Заслужений діяч науки і техніки, лауреат Державної премії України в галузі науки і техніки.
- Гадзало Ярослав Михайлович — випускник 1983 р. Президент Національної академії аграрних наук України (з 2013 р.). Доктор сільськогосподарських наук, професор, академік НААН. Заступник міністра аграрної політики України (2007—2010 рр.).
- Гнатенко Марина Василівна — випускниця 1951 р. Одна з ініціаторів руху в Україні за одержання 500 ц/га цукрових буряків у 30-х роках. Кандидат сільськогосподарських наук. Депутат Верховної Ради СРСР 2-го скликання. Депутат Верховної Ради УРСР 1-го скликання. Герой Соціалістичної Праці (1975 р.).
- Головчук Андрій Федорович — у 1976 р. закінчив педагогічний факультет Української с.-г. академії. Доктор технічних наук, професор, ректор Уманського національного університету садівництва (2008—2010 рр.).
- Грищенко Іван Михайлович — доктор економічних наук (2008 р.), професор, член-кореспондент Національної академії педагогічних наук України. Ректор Київського національного університету технологій та дизайну (з 2010 р.). Закінчив факультет у 1979 р.
- Гулий Максим Федотович (1905—2007 рр.) — доктор біологічних наук, професор, академік НАН України і віце-президент АН УРСР. Герой України.
- Дідківський Володимир Олександрович — випускник 1985 р. Голова приватної фірми «Єрчики» Попільнянського району Житомирської області. Герой України (2002 р.).
- Заєць Іван Олександрович — випускник 1974 р. Український політик, депутат Верховної Ради України I, II, III, IV, скликань. Один із засновників Народного Руху України та інших громадсько-політичних об'єднань, зокрема «Спадщина» та «Зелений світ».
- Зубець Михайло Васильович (1938—2014 рр.) — випускник 1962 р. Доктор сільськогосподарських наук, професор, академік НААН, протягом 1991—1996 рр. — віце-президент НААН, 1996—2013 рр. — Президент НААН. Герой України (2009 р.).
- Іващенко Олександр Олексійович — випускник 1977 р. Доктор сільськогосподарських наук, професор, академік НААН України. Працює в Інституті біоенергетичних культур і цукрових буряків НААН. Є одним з фундаторів в Україні науки гербології. Член Європейської асоціації гербологів (EWRS), голова Українського наукового товариства гербологів. Лауреат Державної премії України в галузі науки і техніки.
- Каленська Світлана Михайлівна — доктор сільськогосподарських наук, професор, член-кореспондент НААН України, завідувач кафедри рослинництва НУБіП України;
- Калетнік Григорій Миколайович — закінчив факультет у 1971 р. Народний депутат України кількох скликань, голова Вінницької облради і обласної державної адміністрації у 1998—2005 роках, президент Вінницького національного аграрного університету, професор, доктор економічних наук, член-кореспондент НААН.
- Канарчук Вадим Євгенович — випускник 1961 р. Протягом 1984—2002 рр. — ректор Київського автомобільно-дорожного інституту. Доктор технічних наук, професор, обраний членом шести міжнародних та галузевих академій. Заснував і очолив Транспортну академію України (1992—2004 рр.).
- Карунський Олексій Йосипович — випускник 1969 року. Науковець у галузях тваринництва та зоотехнії, доктор сільськогосподарських наук.
- Козаченко Леонід Петрович — закінчив факультет у 1977 р. Депутат Верховної Ради України VIII скликання, голова Ради підприємців при Кабінеті Міністрів України, Президент Української аграрної конфедерації. Віце-прем'єр-міністр України (2002 р.), почесний академік Академії оригінальних ідей, академік Української технологічної академії.
- Колісниченко Микола Васильович — випускник 1977 р. Український лісівник та політичний діяч, голова Державного комітету лісового господарства України (2002—2005 рр.).
- Кравчук Володимир Іванович — випускник 1973 р. Доктор технічних наук, професор, член-кореспондент НААН. Депутат Верховної Ради (1994—1998 рр.), заступник голови Комітету Верховної Ради України з питань АПК, земельних ресурсів та соціального розвитку села, віце-президент Української асоціації аграрних інженерів.
- Кучерявий Микола Леонідович — випускник 2020 р. Український поет, автор пісень, директор та продюсер артистів музичного лейблу ЕНКО[11].
- Лук'янов Борис Миколайович — випускник 1946 р. Міністр лісового господарства УРСР (1966—1980 рр.).
- Малюта Станіслав Станіславович — український науковець-генетик, педагог, доктор біологічних наук.
- Мацука Геннадій Харлампійович — вчений у галузі молекулярної біології і генетики. Академік НАН України (1985 р.), доктор біологічних наук, професор. Працював у галузі сільського господарства, а з 1959 р. — у системі Академії наук УРСР. 1973—2003 рр. — директор Інституту молекулярної біології і генетики НАН України.
- Мельник Юрій Федорович — випускник 1985 р. Віце-Прем'єр-Міністр Кабінету Міністрів України (2003—2004 рр.). Міністр аграрної політики України (2006—2010 рр.). Перший заступник голови правління «Миронівський хлібопродукт». Герой України (2009 р.)
- Мельничук Дмитро Олексійович — ректор Національного університету біоресурсів і природокористування України (1984—2014 рр.), доктор біологічних наук, професор, академік НАН України та НААН. Герой України.
- Момотенко Микола Петрович — протягом 1970—1978 рр. — голова Українського республіканського об'єднання Ради Міністрів УРСР «Укрсільгосптехніка», з 1978 р. — голова Державного Комітету Української РСР з виробничо-технічного забезпечення сільського господарства — «Держкомсільгосптехніка». Депутат Верховної Ради УРСР.
- Моргун Володимир Васильович — випускник 1963 р., ленінський стипендіат. Доктор біологічних наук, професор, академік НАН України, Герой України (2008 р.). Рада Американського бібліографічного інституту міжнародних досліджень (ABI) визнала його «Людиною року 1997».
- Мороз Олександр Олександрович — випускник 1965 р. З березня 1990 р. народний депутат України 5 скликань, 1994—1998 рр. та 2006—2007 рр. — голова Верховної Ради України. Співзасновник Соціалістичної партії України.
- Ніколаєнко Станіслав Миколайович — з 2014 р. ректор Національного університету біоресурсів і природокористування України. Доктор педагогічних наук, професор, народний депутат України чотирьох скликань, міністр освіти і науки України у 2005—2007 рр.
- Пачевський Анатолій Мартинович — випускник факультету 1965 р. Директор приватного підприємства «Радівське» з виробництва сільськогосподарської продукції. Герой України (2002 р.).
- Підгорський Валентин Степанович — вчений у галузі мікробіології, мікробної біотехнології та мікробіологічних методів захисту довкілля. Доктор біологічних наук, професор. Академік НАН України (2006 р.). Директор Інституту мікробіології і вірусології ім. Д. К. Заболотного НАН України.
- Плющ Іван Степанович (1941—2014 рр.) — випускник 1967 р. Український державний діяч, двічі Голова Верховної Ради України (1991—1994 рр., 2000—2002 рр.). Депутат Верховної Ради України І, II, III, IV, VI скликань, Секретар Ради національної безпеки і оборони України (2007 р.). Герой України (2001 р.).
- Погорілий Леонід Володимирович — закінчив факультет у 1958 р. Діяльність пов'язана з Українською машиновипробувальною станцією (УкрМВС). Доктор технічних наук, професор, академік ВАСГНІЛ, НААН, Російської академії сільськогосподарських наук, Академії інженерних наук України.
- Погребняк Петро Степанович — український вчений-лісівник та ґрунтознавець. З 1948 р. дійсний член Академії наук УРСР, а у1948–1952 рр. — її віце-президент. З 1949 р. працював у системі АН УРСР та інших наукових закладах. У 1945 р. брав участь, як член делегації від України, в установчій сесії Організації Об'єднаних націй, що відбулася у м. Сан-Франциско.
- Приліпка Олексій Васильович — випускник 1971 р. Генеральний директор державного підприємства «Науково-дослідний, виробничий агрокомбінат „Пуща-Водиця“». Доктор економічних наук, професор, академік Технологічної академії та Української академії оригінальних ідей. Герой України (2002 р.).
- Романенко Віктор Дмитрович — академік НАН України (1988 р.). З 1980 р. — директор Інституту гідробіології НАН України. Обирався народним депутатом Верховної Ради СРСР.
- Романенко Ілля Никанорович — випускник 1932 р. Доктор економічних наук, професор, член-кореспондент ВАСГНІЛ, дійсний член (академік) Української академії сільськогосподарських наук (1956 р.), згодом — член Президії, Головний вчений секретар та Голова відділення економіки і організації сільського господарства.
- Рябошапка Микола Миколайович — випускник Київського лісогосподарського інституту 1951 р. З 1957 р. — голова колгоспу ім. Кірова у Вознесенському районі Миколаївської області. Герой Соціалістичної Праці (1973 р.).
- Саблук Петро Трохимович — випускник 1963 р. Директор Національного наукового центру «Інститут аграрної економіки НААН» (1988—2011 рр.). Доктор економічних наук, професор, академік Національної академії аграрних наук, член Білоруської академії наук. Герой України (2004 р.).
- Самоплавський Валерій Іванович — український політик, очільник лісового господарства України (1987—1997 рр.), народний депутат (1989—1991 рр. — СРСР, 2002—2006 рр. — України). Академік Лісівничої академії наук України (ЛАНУ), голова Товариства лісівників України.
- Скрипаль Іван Гаврилович — випускник 1965 р. Доктор біологічних наук, професор, член-коресподент НААН України. Працює в Інституті мікробіології і вірусології ім. Д. К. Заболотного НАН України. Заслужений діяч науки і техніки України, лауреат Державної премії України в галузі науки і техніки.
- Солдатов Анатолій Гаврилович — директор Київського лісогосподарського інституту (1938—1940 рр., 1945—1946 рр.). Міністр лісового господарства України (1949—1953 рр.).
- Сорока Микола Петрович — закінчив факультет у 1974 р. З 2012 р. — ректор Національного університету водного господарства та природокористування. Заслужений працівник сільського господарства. Нагороджений орденами «За заслуги» III, ІІ і І ступенів, медалями і відзнаками міністерств, комітетів та відомств України, Португалії, Демократичної Республіки Афганістан, а також вісьмома орденами релігійних конфесій.
- Старченко Василь Федорович — директор і науковий керівник Миронівської дослідно-селекційної станції (1934—1938 рр.). У 1938—1948 рр. — заступник Голови Ради Народних Комісарів, з 1946 р. — Ради Міністрів УРСР, з питань науки і культури. Член-кореспондент АН УРСР.
- Терещенко Віктор Кирилович (1936 - 2025) — професор, доктор економічних наук, академік НААНУ, орденоносець.
- Федоренко Віталій Петрович — у 1972 р. з відзнакою закінчив факультет захисту рослин. Доктор біологічних наук, професор, академік НААН України. Заслужений діяч науки та техніки України, член президії Міжнародної організації з біологічного захисту рослин. Протягом 2003—2011 рр. очолював Інститут захисту рослин НААН України.
- Філоненко Віктор Лазарович — закінчив факультет у 1957 р. 1981—1985 рр. — Голова Держкомітету УРСР по виробничо-технічному забезпеченню сільського господарства, у 1986 р. — Міністр екології УРСР.
- Хоменко Іван Іванович — випускник 1971 р. Доктор сільськогосподарських наук, професор, академік НААН України, заслужений діяч науки і техніки. Нині — директор ВСП Городищенського коледжу Уманського національного університету садівництва.
- Царенко Олександр Михайлович — закінчив факультет у 1972 р. У січні 1989 р. обраний народним депутатом СРСР. У 1990—1991 рр. обіймав посаду заступника міністра автомобільного і сільськогосподарського машинобудування (м. Москва). 1997—2005 рр. — ректор Сумського національного аграрного університету. 2007—2008 рр. — заступник Міністра економіки України.

## Нагороди та репутація
Масштабний дослідницький центр QS Quacquarelli Symonds оприлюднив щорічний рейтинг найкращих університетів Європи, Середньої Азії та країн, що розвиваються, на 2022 рік. До списку потрапив й Національний університет біоресурсів і природокористування України який посів 183 місце.

## Гімн НУБіП України
Музика Володимира Домшинського, вірші Вадима Крищенка.